# Alejandro el Alabarca
Alejandro o Julio Alejandro (c. 10 a. C.-c. 69 d. C.) fue hermano del filósofo y exégeta Filón de Alejandría, que vivieron en la provincia romana de Egipto durante el siglo I. Era muy rico y ocupaba el cargo de alabarca o arabarch. También administró la propiedad de Antonia Minor, hija del triunviro Marco Antonio. En 36 d. C., pagó una gran suma de dinero al futuro rey Agripa I de camino a Roma. También es famoso por pagar el baño de plata y oro de nueve puertas del Templo de Jerusalén, a excepción de la puerta de Nicanor. Fue uno de los judíos en Alejandría que tenía la ciudadanía romana en ese momento.
Siguiendo a Heinrich Graetz, algunos estudiosos lo llaman Alejandro Lisímaco, ya que una nieta de Alejandro, hija de Tiberio Julio Alejandro, se casó con uno de sus primos llamado Lisímaco.

## Biografía

### Ascendencia y familia
La familia de Alejandro vivía en Alejandría, Egipto. Aunque no se sabe nada sobre los padres de Alejandro, deben haber sido nobles y ricos, porque Josefo informa que Alejandro «superó a todos sus conciudadanos tanto en ascendencia como en riqueza» (Antigüedades judías 20.100). Filón era el hermano mayor de Alejandro.
Sus antepasados y su familia tenían vínculos sociales y conexiones con el sacerdocio en Judea, la dinastía asmonea, la dinastía herodiana y la dinastía Julio-Claudia en Roma.

### Elementos biográficos
La evidencia contemporánea de la vida de Alejandro solo proviene del historiador judeorromano Josefo. Hay una referencia en La guerra de los judíos y cuatro en Antigüedades judías. Su hermano, Filón, solo se refiere a él indirectamente en su tratado Sobre los animales. A menudo se le conoce como «el judío más rico y considerado» de Alejandría. Era alabarca, es decir, un controlador general de aduanas de la frontera árabe o un funcionario financiero responsable de recaudar impuestos sobre el transporte.
Alejandro fue también un gran terrateniente, acreedor y cercano al futuro emperador Claudio, habiendo obtenido él o su padre la ciudadanía romana de Julio César, Marco Antonio, Augusto o Tiberio. Era el administrador de las propiedades de Antonia Minor, hija del triunviro Marco Antonio y de su primera esposa, la hermana de Augusto. Pertenecía a una de las familias judías con ciudadanía romana. Como tal, manejó toda la fortuna que Marco Antonio había dejado en Egipto. Alejandro prestó tantos servicios a la familia imperial que obtuvo la ciudadanía romana y pudo agregar a su nombre el del emperador como era costumbre: así, uno de sus hijos se llamó Tiberio Julio Alejandro.
Como la élite de la época, Alejandro y su hermano Filón estaban helenizados y eran los seguidores más distinguidos de la cultura griega. No obstante, el alabarca estaba profundamente apegado a la religión judía y al Templo de Jerusalén. Cubrió todas las puertas que conducían desde la explanada del templo al patio interior con oro fino, excepto la puerta de Nicanor (La guerra de los judíos 5.205).

### Relación con Agripa I
Alrededor del 32-35 d. C., Agripa I estaba en deuda con Roma por 300.000 piezas de plata. Agripa escapó de Judea «abandonado y odiado por su propio pueblo» y navegó a Alejandría para rogarle a Alejandro que le prestara 200.000 dracmas. Alejandro se negó a darle el dinero directamente a Agripa, pero accedió a prestarle el dinero a Cipros, la esposa de Agripa, porque Alejandro «se maravilló de su amor por su marido y de todas sus otras buenas cualidades» (Antigüedades judías, 18.159-160).
Probablemente el alabarca comprendió que el objetivo de Agripa era encargarse de la administración de la tetrarquía de Filipo que, aunque muerto dos años antes, todavía no había sido reemplazado. Además, Agripa estaba decidido a ir a Roma «para acusar al tetrarca Herodes» Antipas ante Tiberio e intentar apoderarse de sus dominios. Dadas las excelentes relaciones de Agripa en la corte imperial, la inversión sería fructífera. Alejandro, sin embargo, desconfiando de la loca extravagancia de Agripa, le pidió a su esposa Cipros que le de garantías y le entregó la primera parte de la suma acordada. En 38, Agripa regresó a Alejandría para visitar sus territorios, reuniéndose y alojándose donde Alejandro. Luego obtuvo el título de rey de los judíos.

### Arresto y liberación
Las relaciones entre la comunidad judía de Alejandría y el prefecto Aulo Avilio Flaco eran tensas. Este último no transmitió a Roma el «decreto de los judíos de Alejandría que saludaba el advenimiento de Calígula como emperador y se opuso a que una delegación de los judíos de Alejandría fuera hacia Roma para entregarlo al emperador. Filón señala que Flaco quería conseguir a los judíos de Alejandría estuvieran «solos entre todos los pueblos que están bajo el sol, por enemigos del prefecto».
El rey Agripa, habiendo venido a Alejandría, fue informado por nosotros de las emboscadas que Flaco había preparado para nuestra ruina; ayudó a nuestra angustia y prometió que se encargaría de transmitir nuestro decreto a Roma. Desde entonces supimos que lo hizo justificando la demora; esta demora no se debió a nuestro tardío pensamiento de honrar a la augusta familia de nuestros benefactores: habíamos querido hacerlo durante mucho tiempo, pero la malevolencia del prefecto lo había evitado.
En algún momento entre 38 y 41, el emperador Calígula ordenó que Alejandro fuera encarcelado en Roma por una razón desconocida. Esto podría estar relacionado con la embajada de Filón a Calígula en Roma en 39-40. Después de la muerte de Calígula en 41, su tío paterno Claudio se convirtió en emperador y liberó inmediatamente a Alejandro de la prisión. Josefo escribió que Alejandro era «un viejo amigo de [Claudio], que había actuado como tutor de su madre Antonia» (Antigüedades judías, 19.276).

### Eventos posteriores y descendencia
Tras ser liberado el segundo de sus hijos, Marco Julio Alejandro, se casó con la princesa Berenice, hija de Agripa I (Antigüedades judías 19.276-277), bajo el patrocinio del emperador Claudio en 41, pero este murió prematuramente sin descendencia. Otro de sus hijos, Tiberio Julio Alejandro se convirtió en procurador de Judea entre los años 46 y 48, antes de jugar un papel importante en el acceso al poder de Vespasiano en 69, cuando era prefecto de Egipto (entre 66 y 69). En 70, participó en el asedio de Jerusalén como segundo al mando de Tito.